# Старое Козьяново
Старое Козьяново — деревня в Фировском районе Тверской области. Входит в состав Фировского сельского поселения.

## География
Находится в юго-восточной части Тверской области на расстоянии приблизительно 4 км на запад-северо-запад от районного центра поселка Фирово на левом берегу речки Граничная.

## История
Была отмечена еще на карте 1840 года. В 1909 году учтен было 4 двора.

## Население
Численность населения: 21 человек (1909 год), 19 (русские 95 %)в 2002 году, 11 в 2010.